# Power Tab Editor
Power Tab Editor (o PTE) è un software per creare spartiti per chitarra e basso per sistemi basati su MS Windows, in grado di produrre spartiti con intavolature simili a quelli che si trovano in commercio.
L'ascolto è basato sul protocollo MIDI.

## Storia
L'ultima versione (1.7.0.80) è stata distribuita nel 2000, e la nuova versione 2.0 (completamente riscritta) era stata promessa per il 2002. Tuttavia, la versione 2.0 non è ancora stata pubblicata, a causa del basso numero di utilizzatori.
È stato pubblicato un set di utility open source per Power Tab, chiamato Power Tab Tools. Quindi, anche se il programma non è ancora stato aggiornato, è ora possibile convertire lo spartito in altri formati.